# バンクーバー・トロリーバス
バンクーバー・トロリーバス（英語: Trolley buses in Vancouver）は、カナダの都市であるバンクーバーのトロリーバス。2023年時点でカナダに現存する唯一のトロリーバス路線で、2023年現在は路線バスとともにトランスリンク（Translink）による管理のもと、コーストマウンテンバス（Coast Mountain Bus Company）によって運営されている。

## 概要
カナダの都市・バンクーバーでは1890年の開通以降長年にわたり路面電車が主要な公共交通機関であったが、世界恐慌や第二次世界大戦を経て、交通機関の見直しが求められるようになった。それを受け、路面電車よりも安価で建設・維持が可能で、当時のバスよりも輸送力に長けていたトロリーバスを導入する事が決定し、1948年8月16日から営業運転を開始した。以降トロリーバスは路面電車を置き換える形で延伸を繰り返し、路面電車は1955年までに廃止されている。

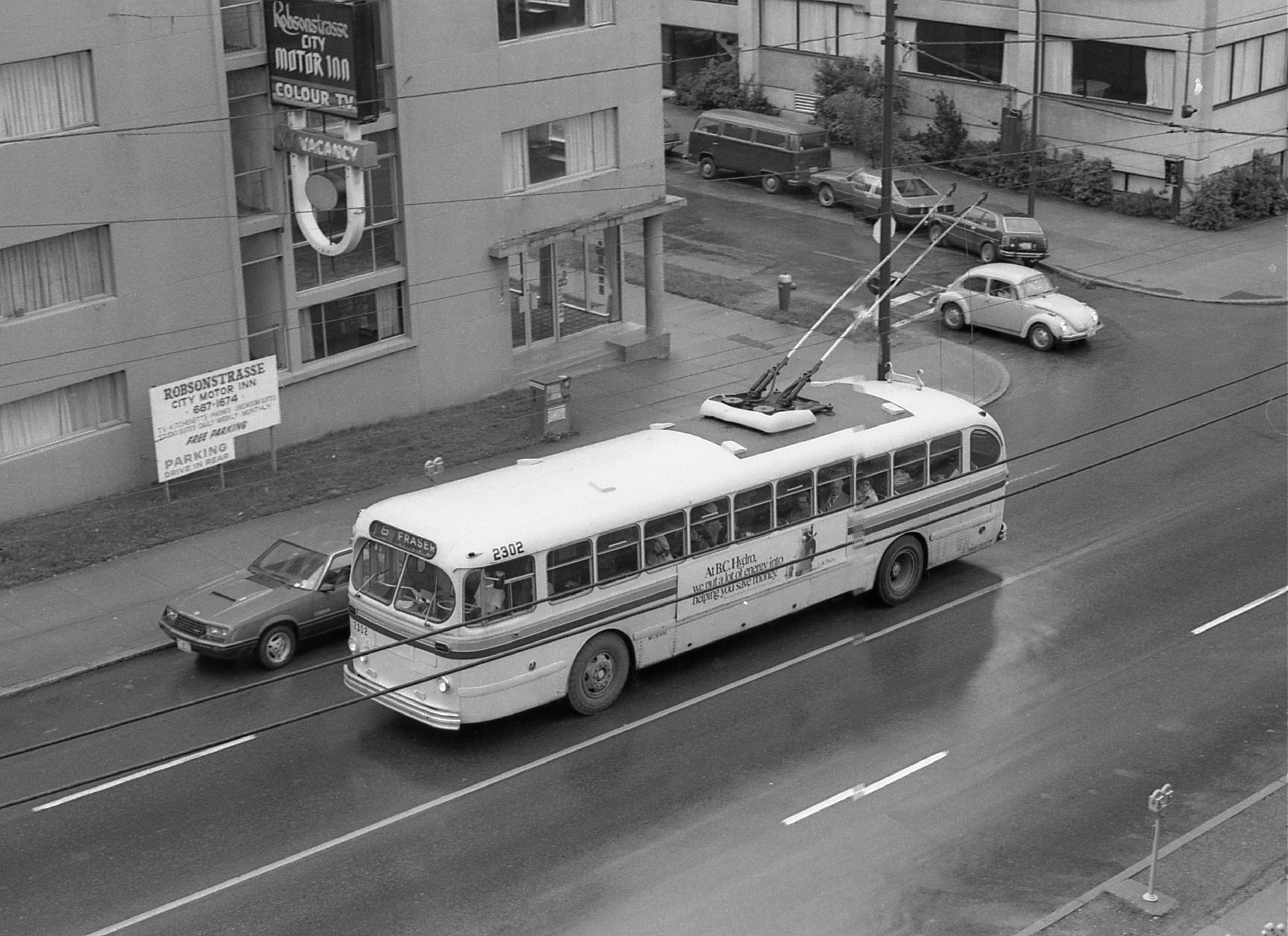
ブリル製トロリーバス（1970年代撮影）
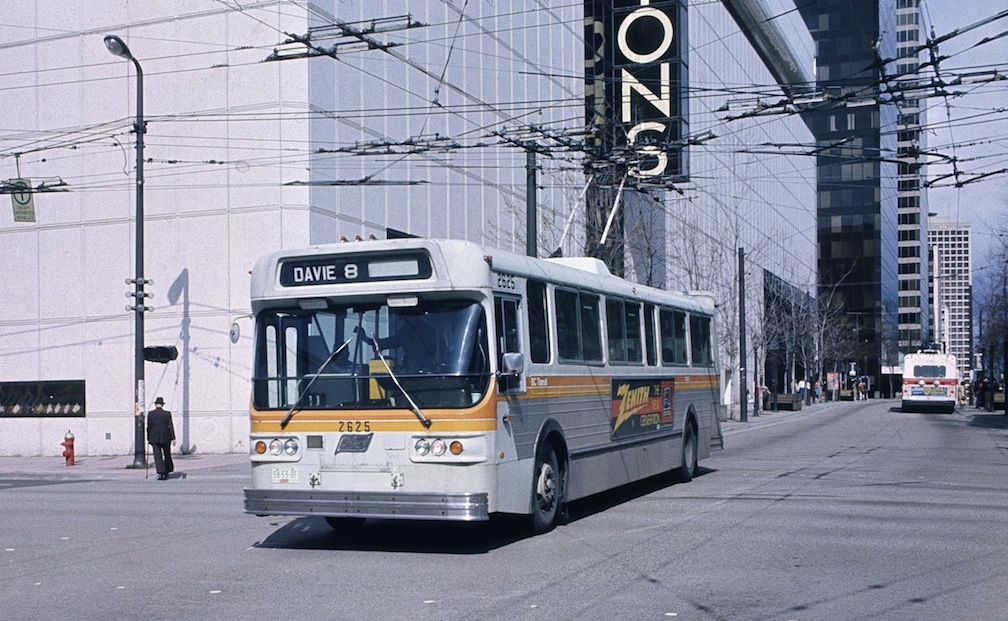
E800（1983年撮影）
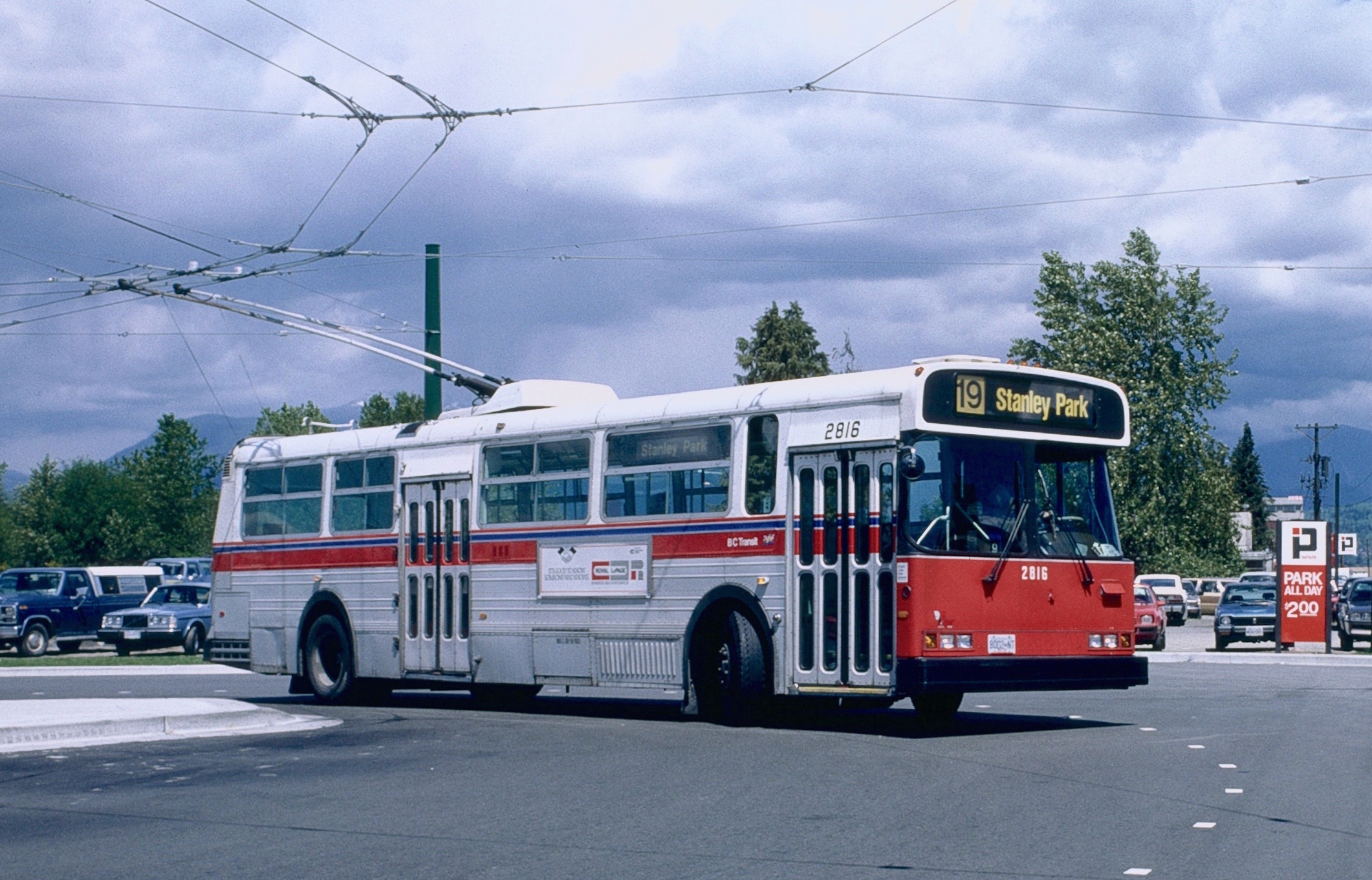
E902（1986年撮影）

2022年現在、バンクーバーには以下の13系統のトロリーバス路線が存在しており、一部系統はバンクーバーに近接するバーナビーに直通している。また、これらに加えて2020年までは9号線（UBC - Broadway at Granville）も運行していたが、地下鉄（ミレニアムライン）の延伸計画に関連して同年以降運行を休止し、路線バス（ディーゼルバス）に切り替えられている。
| 系統番号 | 起点         | 終点                | 備考 |
| -------- | ------------ | ------------------- | ---- |
| 3        | Downtown     | Main                |      |
| 4        | UBC          | Powell              |      |
| 4        | UBC          | Downtown            |      |
| 5        | Downtown     | Robson              |      |
| 6        | Downtown     | Davie               |      |
| 7        | Dunbar       | Nanaimo Station     |      |
| 8        | Downtown     | Fraser              |      |
| 10       | Downtown     | Granville           |      |
| 14       | UBC          | Hastings            |      |
| 14       | UBC          | Downtown            |      |
| 16       | Arbutus      | 29th Avenue Station |      |
| 17       | Downtown     | Oak                 |      |
| 19       | Stanley Park | Metrotown Station   |      |
| 20       | Downtown     | Victoria            |      |

## 車両

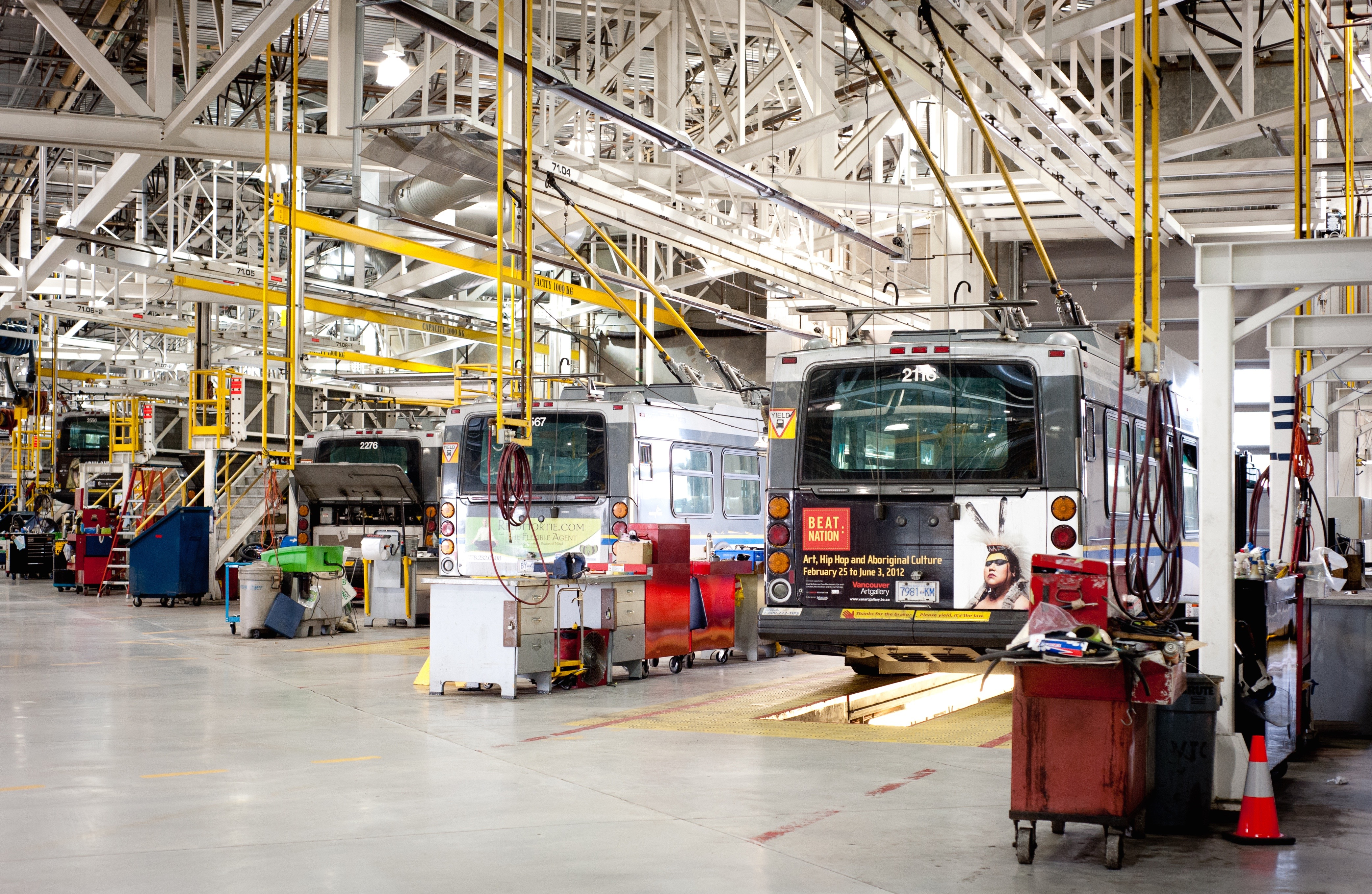
トロリーバスの車庫（2012年撮影）

2022年現在、バンクーバーのトロリーバス路線には262両の車両が使用されており、全車ともカナダのバスメーカーであるニューフライヤーが製造しフォスロ・キーペ製の電気機器を搭載したノンステップバスである。内訳は188両（2101 - 2199、2201 - 2289）が全長約12.2 m（40 ft）のE40LFR、74両（2501 - 2574）が全長約18.3 m（60 ft）の連節バスのE60LFRとなっている。2005年から2009年にかけて導入され従来の車両を置き換えた一方、これらの車両についても2026年以降導入が予定されているポーランドのソラリス製の新型車両への全面的な置き換えが予定されている。

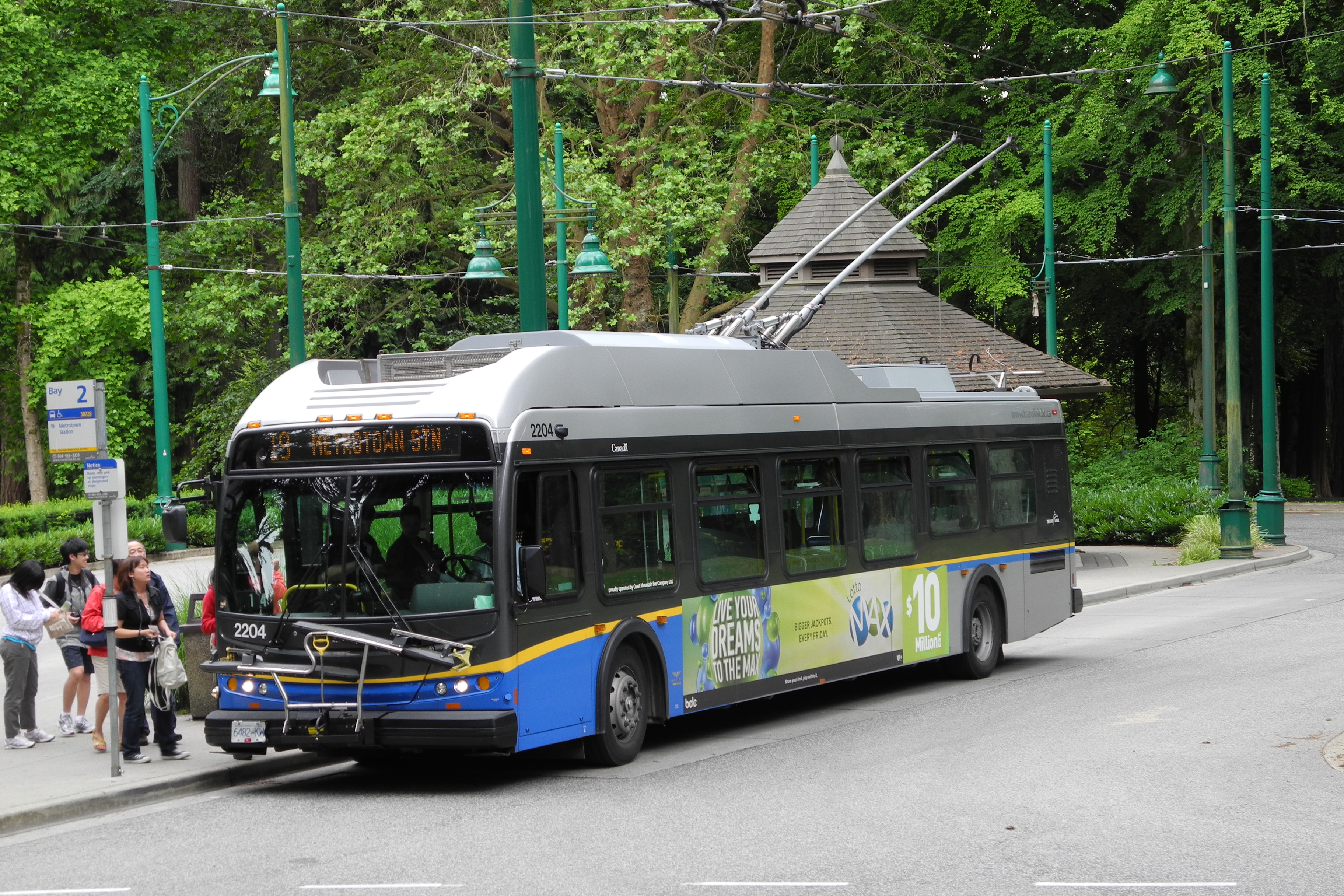
E40LFR（2011年撮影）
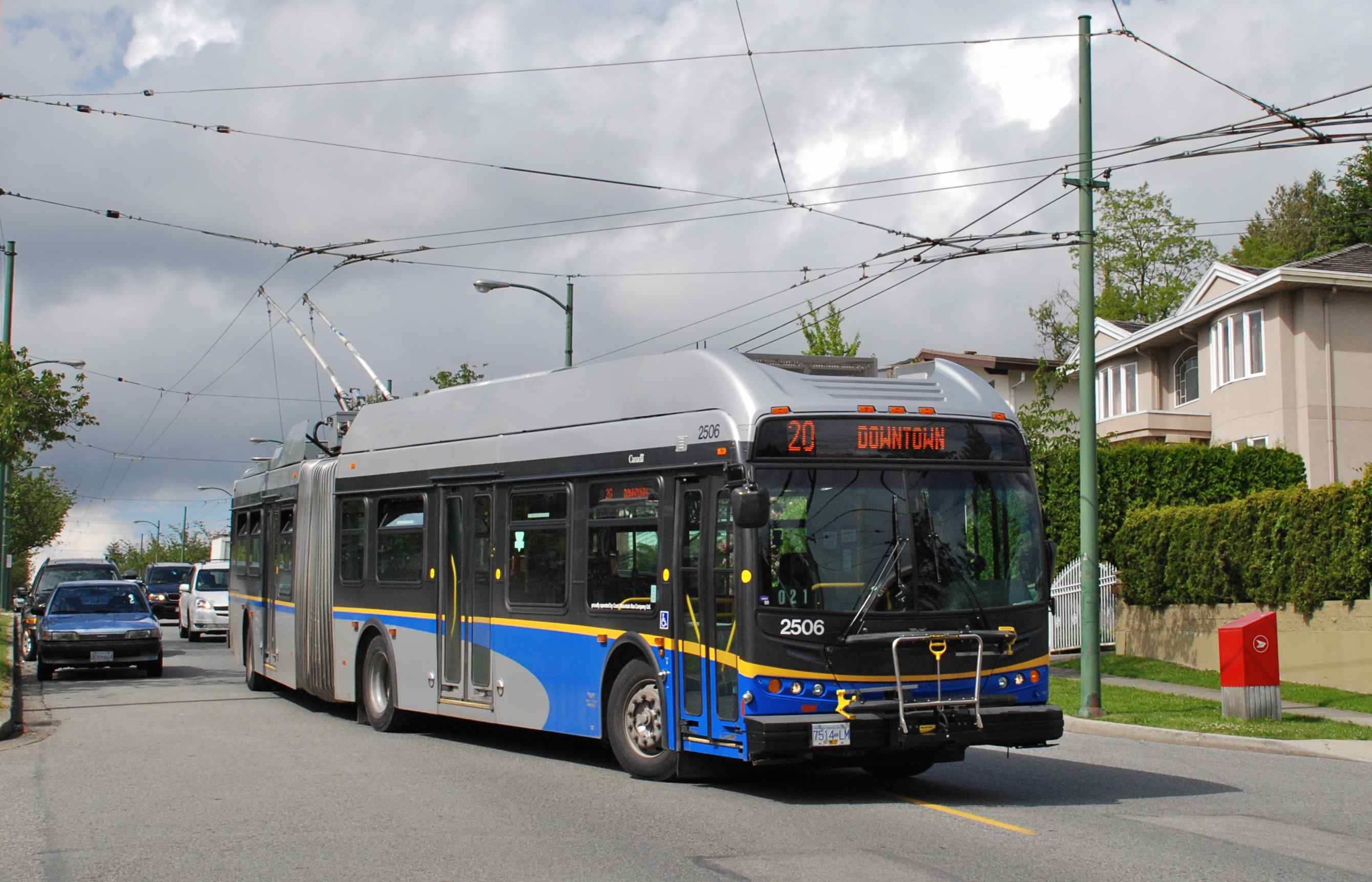
E60LFR（2010年撮影）

また、引退した一部の車両はバンクーバーに現存し保存団体による維持・整備が行われている他、アルゼンチン・メンドーサやチリ・バルパライソといったカナダ国外の都市へ譲渡された車両も存在する。

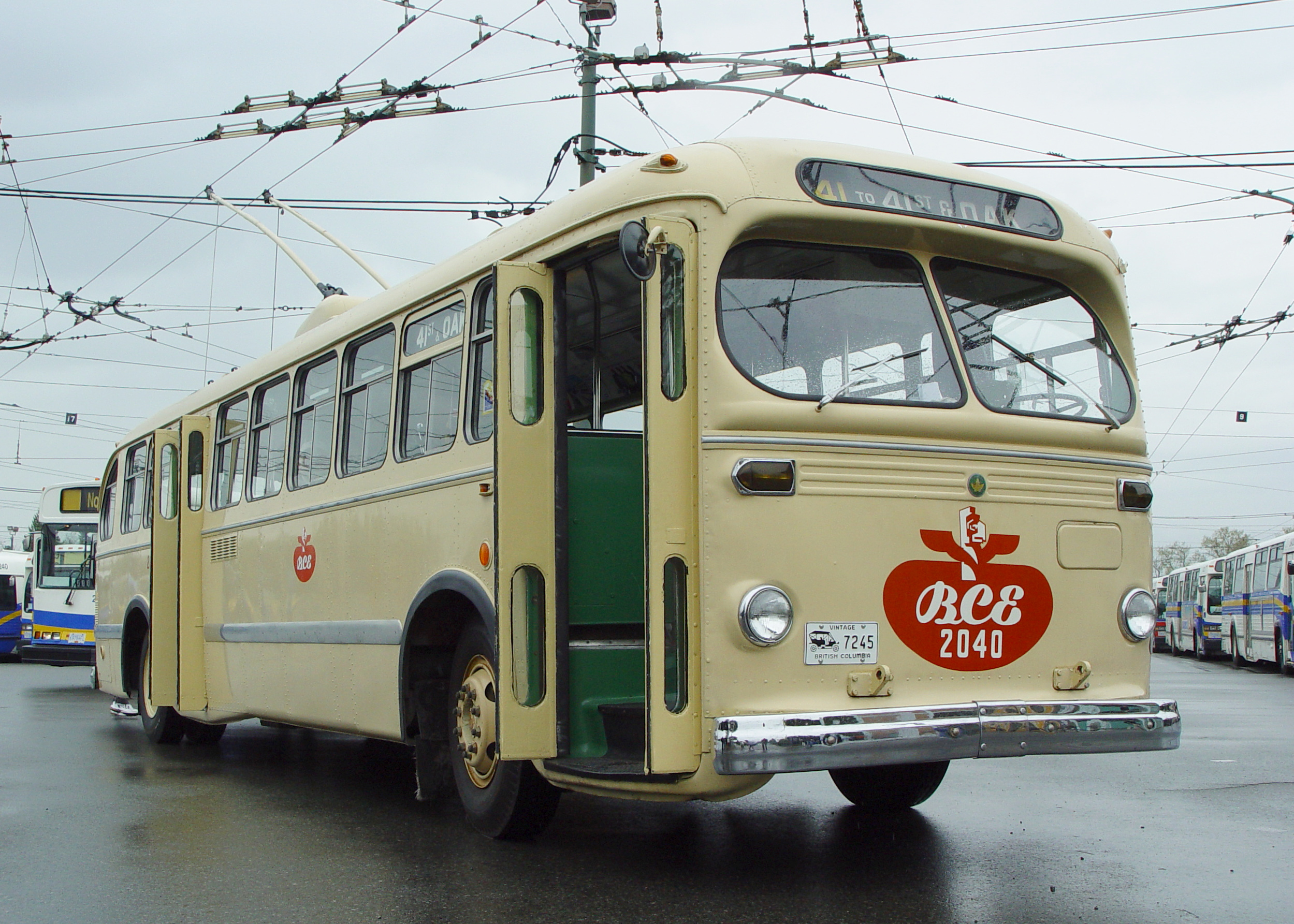
保存されているブリル製のトロリーバス（2008年撮影）